# Veštačka inteligencija u državnoj upravi
Veštačka inteligencija (VI) ima niz upotreba u upravljanju državom. Može se koristiti za unapređenje ciljeva javne politike (u oblastima kao što su hitne službe, zdravstvo i socijalna pomoć), kao i za pomoć javnosti u interakciji sa državnom upravom (kroz korišćenje virtuelnih asistenata, na primer). Prema Harvardskom poslovnom pregledu, „Primene veštačke inteligencije u javnom sektoru su široke i rastuće, sa ranim eksperimentima koji se odvijaju širom sveta.“ Hila Mer iz Ašovog centra za demokratsko upravljanje i inovacije na Univerzitetu Harvard napominje da je uočeno da je to slučaj. Veštačka inteligencija u upravljanju državom nije novost, pošto su poštanske službe koristile mašinske metode tokom kasnih 1990-ih da bi prepoznale rukopise na kovertama kako bi automatski usmeravale pisma. Upotreba veštačke inteligencije u državnoj upravi ima značajne prednosti, uključujući efikasnost koja rezultira uštedama (na primer smanjenjem broja osoblja na recepciji) i smanjenjem mogućnosti za korupciju.

## Upotrebe veštačke inteligencije u državnoj upravi
Potencijalne upotrebe veštačke inteligencije u upravljanju državom su široke i raznovrsne, pri čemu Delojt smatra da bi „kognitivne tehnologije mogle na kraju da revolucionišu svaki aspekt operacija uprave“. Mer sugeriše da je šest tipova problema upravljanja pogodno za aplikacije veštačke inteligencije:
1. Alokacija resursa – na primer kada je potrebna administrativna podrška za brže dovršavanje zadataka.
2. Veliki skupovi podataka – koji su preveliki da bi zaposleni mogli efikasno da rade, i više skupova podataka bi se moglo kombinovati da bi se pružio bolji uvid.
3. Nedostatak eksperata – uključujući mesta gde se odgovora na osnovna pitanja, kao i ona gde se podučava o specifičnim temama.
4. Predvidljiv scenario – istorijski podaci čine situaciju predvidivom.
5. Proceduralni – zadaci koji se ponavljaju, gde ulazi ili izlazi imaju binarni odgovor.
6. Različiti podaci – gde podaci poprimaju različite oblike (kao što su vizuelni i lingvistički) i treba ih redovno sumirati.

Mer navodi da „Dok primene veštačke inteligencije u radu organa uprave nisu išle u korak sa njenim brzim širenjem u privatnom sektoru, potencijalni slučajevi upotrebe u javnom sektoru odražavaju uobičajene primene u privatnom sektoru.“
Potencijalne i stvarne upotrebe veštačke inteligencije u državnoj upravi mogu se podeliti u tri široke kategorije: one koje doprinose ciljevima javne politike; one koje pomažu u interakciji javnosti sa vladom; i druge upotrebe.

## Literatura
- „Destination unknown: Exploring the impact of Artificial Intelligence on Government Working Paper”. Centre for Public Impact (a BCG Foundation). Архивирано из оригинала 19. 01. 2021. г. Приступљено 31. 3. 2019.
- Cornish, Lisa (5. 12. 2018). „Bringing intelligence to government decision-making”. The Mandarin. Приступљено 12. 1. 2019.
- Garner, Catherine (4. 12. 2018). „Demystifying artificial intelligence”. The Canberra Times. Архивирано из оригинала 12. 1. 2019. г. Приступљено 12. 1. 2019.
- London, Dan (6. 6. 2018). „Powering AI for government”. CIO. Архивирано из оригинала 12. 01. 2019. г. Приступљено 12. 1. 2019.
- „Hello, World: Artificial intelligence and its use in the public sector” (PDF). OECD Observatory of Public Sector Innovation. Приступљено 20. 12. 2019.